# Rejowiec Fabryczny
Rejowiec Fabryczny este un oraș în Polonia. În 2015 avea 4393 de locuitori.